# 陳伯龍
陳伯龍（16世紀—17世紀），字孟陽，號震東，浙江紹興府蕭山縣人，明朝政治人物。

## 生平
陳伯龍在萬曆二十二年（1594年）中舉人，三十二年（1604年）成進士，禮部觀政，獲授江西宜春知縣，三十三年調新建知縣，三十五年調寧國知縣，三十八年降光州判官，四十年以卓異外調漢川縣知縣。漢川人民苦於徵收潞糧差額，他到任後整頓到剩下三千多兩盈餘；同時上陳六件事，包括定立區頭、杜絕波及、酌減火耗、實行一條鞭法等措施，使人民休養生息，上級同意實行。四十二年丁憂去職，之後他再轉任獻縣知縣，連年旱蝗間命人每三十畝田鑿一口井，令縣內無須再為旱災憂慮；四十六年升任刑部山西司主事，因父親逝世憂歸，在家去世。

## 家族
曾祖陳克祥，壽官；祖陳镒，壽官；父陳津，庠生。